# Anticleapa varii
Anticleapa varii är en fjärilsart som beskrevs av Sergius G. Kiriakoff 1970. Anticleapa varii ingår i släktet Anticleapa och familjen tandspinnare. Inga underarter finns listade i Catalogue of Life.